# 웰링턴 국제공항
웰링턴 국제공항(영어: Wellingoton International Airport, IATA: WLG, ICAO: NZWN)은 뉴질랜드의 수도 웰링턴에 있는 국제공항으로 뉴질랜드의 웰링턴 시외인 롱고타이에 자리를 잡고 있다. 이것은 웰링턴의 관문 공항으로 에어 뉴질랜드의 두 번째 허브 공항으로 이 공항은 인프라틸과 웰링턴 시의 합작회사인 웰링턴 국제공항 회사(영어: Wellington International Airport Limited)에 의해 운영된다.

## 개요
웰링턴은 뉴질랜드에서 오클랜드와 크라이스트처치에 이어 세 번째 규모의 도시이자 가장 바쁜 곳 중의 하나로 2008년을 기준으로 502만명의 승객이 이용하였고 11만 1000편의 항공기가 운항하였다. 이 공항은 많은 뉴질랜드의 도시들을 국적기와 지방 항공사들을 통해 연결한다. 또한 동쪽 오스트레일리아, 피지와 싱가포르도 이곳에서 연결된다. 또한 이곳은 웰링턴 에어로 클럽 등 중소규모 비행사들의 홈이기도 하다.
이 공항은 롱고타이 지협의 110 헥타아르는 넓지 않은 장소에 위치를 하고 있으며, 매인랜드 웰링턴과 미란마 반도 사이에 있다. 활주로는 양방향으로 ILS를 갖추고 있고, 활주로 길이가 2,081m이다. 하지만 활주로가 좁고 짧아 수용이 가능한 항공기는 보잉 767-300 그리고 에어버스 A330-200이지만, 잘하면 보잉 747-400 또는 보잉 777-300까지 수용할 수 있다. 1980년대에 콴타스 항공이 보잉 747-SR를 운항한 적이 있고, 에어 뉴질랜드항공이 1987년에 보잉 747-200을 시범 운항을 목적으로 웰링턴 공항에 처음 착륙한 적이 있다. 또한 보잉 767-300를 전세편으로 이용했으며, 2011년에는 보잉 777-300ER, 2015년에는 보잉 787-9를 시범 비행으로도 운항을 했었다. 2014년 3월에는 전일본공수항공이 보잉 777-300ER를 전세기로 운항한 적이 있고, 2015년 2월 19일에는 아랍에미리트공군 소속 보잉 787-8가 방문했고, 2016년 3월 12일에는 이란공군 소속 에어버스 A340-300가 방문한 적이 있었다. 대부분의 항공사는 (에어 뉴질랜드, 콴타스 항공, 제트스타 항공, 버진 오스트레일리아, 피지 항공)은 보잉 737-800 또는 에어버스 A320-200을 투입시키지만, 2016년 9월 21일 싱가포르 항공이 싱가포르-캔버라-웰링턴 노선에 취항함과 동시에 보잉 777-200ER을 투입시켜, 웰링턴 공항으로 운항되는 가장 큰 여객기가 됨으로써 웰링턴 공항도 대형 항공기의 수용이 가능해졌다. 이 공항은 동쪽과 서쪽의 거주지와 상업 지구의 경계를 이루며, 남북으로 각각 웰링턴 항과 쿡 해협의 경계를 이루기도 한다.
웰링턴은 쿡 해협의 영향으로 34번 활주로를 접근할 때 교차가 되는 바람을 받아 큰 항공기조차 거칠고, 요동이 심한 착륙지로 악명이 높다.

## 운항 노선

### 국내선
| 항공사        | 목적지 |
| ------------- | --- |
| 에어 채텀     | 채텀 |
| 에어 뉴질랜드 | 오클랜드, 크라이스트처치, 더니든, 퀸스타운, 기즈번, 해밀턴, 네이피어, 넬슨, 뉴플리머스, 타우랑가, 로토루아, 티마루, 블레넘 |
| 제트스타 항공 | 오클랜드, 크라이스트처치, 퀸스타운                                                                                         |
| 사운드 에어   | 블레넘, 넬슨, 픽턴 |

### 국제선
| 항공사        | 목적지                                 |
| ------------- | -------------------------------------- |
| 콴타스 항공   | 멜버른, 시드니, 브리즈번               |
| 에어 뉴질랜드 | 멜버른, 시드니, 브리즈번 계절편 : 난디 |
| 제트스타 항공 | 골드코스트                             |
| 피지 항공     | 나디                                   |

### 화물 노선
| 항공사    | 목적지           |
| --------- | ---------------- |
| 에어 위크 | 오클랜드, 블레넘 |

## 같이 보기
- 뉴질랜드의 항공사 목록